# LFK NG
 (janvier 2024).
La mise en forme du texte ne suit pas les recommandations de Wikipédia : il faut le « wikifier ».
Les points d'amélioration suivants sont les cas les plus fréquents. Le détail des points à revoir est peut-être précisé sur la page de discussion.
- Les titres sont pré-formatés par le logiciel. Ils ne sont ni en capitales, ni en gras.
- Le texte ne doit pas être écrit en capitales (les noms de famille non plus), ni en gras, ni en italique, ni en « petit »…
- Le gras n'est utilisé que pour surligner le titre de l'article dans l'introduction, une seule fois.
- L'italique est rarement utilisé : mots en langue étrangère, titres d'œuvres, noms de bateaux, etc.
- Les citations ne sont pas en italique mais en corps de texte normal. Elles sont entourées par des guillemets français : « et ».
- Les listes à puces sont à éviter, des paragraphes rédigés étant largement préférés. Les tableaux sont à réserver à la présentation de données structurées (résultats, etc.).
- Les appels de note de bas de page (petits chiffres en exposant, introduits par l'outil «  Source ») sont à placer entre la fin de phrase et le point final[comme ça].
- Les liens internes (vers d'autres articles de Wikipédia) sont à choisir avec parcimonie. Créez des liens vers des articles approfondissant le sujet. Les termes génériques sans rapport avec le sujet sont à éviter, ainsi que les répétitions de liens vers un même terme.
- Les liens externes sont à placer uniquement dans une section « Liens externes », à la fin de l'article. Ces liens sont à choisir avec parcimonie suivant les règles définies. Si un lien sert de source à l'article, son insertion dans le texte est à faire par les notes de bas de page.
- La présentation des références doit suivre les conventions bibliographiques. Il est recommandé d'utiliser les modèles {{Ouvrage}}, {{Chapitre}}, {{Article}}, {{Lien web}} et/ou {{Bibliographie}}. Le mode d'édition visuel peut mettre en forme automatiquement les références.
- Insérer une infobox (cadre d'informations à droite) n'est pas obligatoire pour parachever la mise en page.

Pour une aide détaillée, merci de consulter Aide:Wikification.
Si vous pensez que ces points ont été résolus, vous pouvez retirer ce bandeau et améliorer la mise en forme d'un autre article.
Le LFK NG, initiales tirées de Lenkflugkörper Neue Generation (« Nouvelle génération de missile guidé »), était un système de missile sol-air à courte portée annulé en cours de développement pour l'armée allemande par MBDA Germany et Diehl Defence. Il était destiné à remplacer les systèmes de défense aérienne Roland et faisait partie du nouveau programme de défense aérienne SysFla de l'armée, destiné à compléter les nouveaux systèmes de défense aérienne Ozelot. Il s'agissait d'une variante du missile IRIS-T.
Les caractéristiques comprenaient un chercheur infrarouge très sensible capable d'identifier des cibles avec une signature infrarouge extrêmement basse, telles que d'autres missiles ou UAV, en plus des avions et des hélicoptères. Il disposait également d'une charge militaire pénétrante pour engager des cibles semi-blindées telles que des hélicoptères d'attaque. Le chercheur a été largement adopté par le missile IRIS-T.

## Plateformes
Le missile devait être lancé verticalement, par exemple, depuis des plates-formes de lancement fixes, des camions ou des véhicules blindés tels que le GTK Boxer et l'Ozelot, ou horizontalement depuis des hélicoptères tels que l'Eurocopter Tigre.
En tant que partie du projet SysFla de l'Allemagne, le LFK NG devait être intégré à des plates-formes de lancement de défense aérienne fixes et mobiles. Le projet a été annulé vers 2011.

## Spécifications
Longueur : 1,8 m Calibre : 110 mm Portée : 10 000 m Vitesse : Jusqu'à Mach 2,2 Poids : 28 kg Charge militaire : Jusqu'à 2,5 kg